# Albategnius (hố)

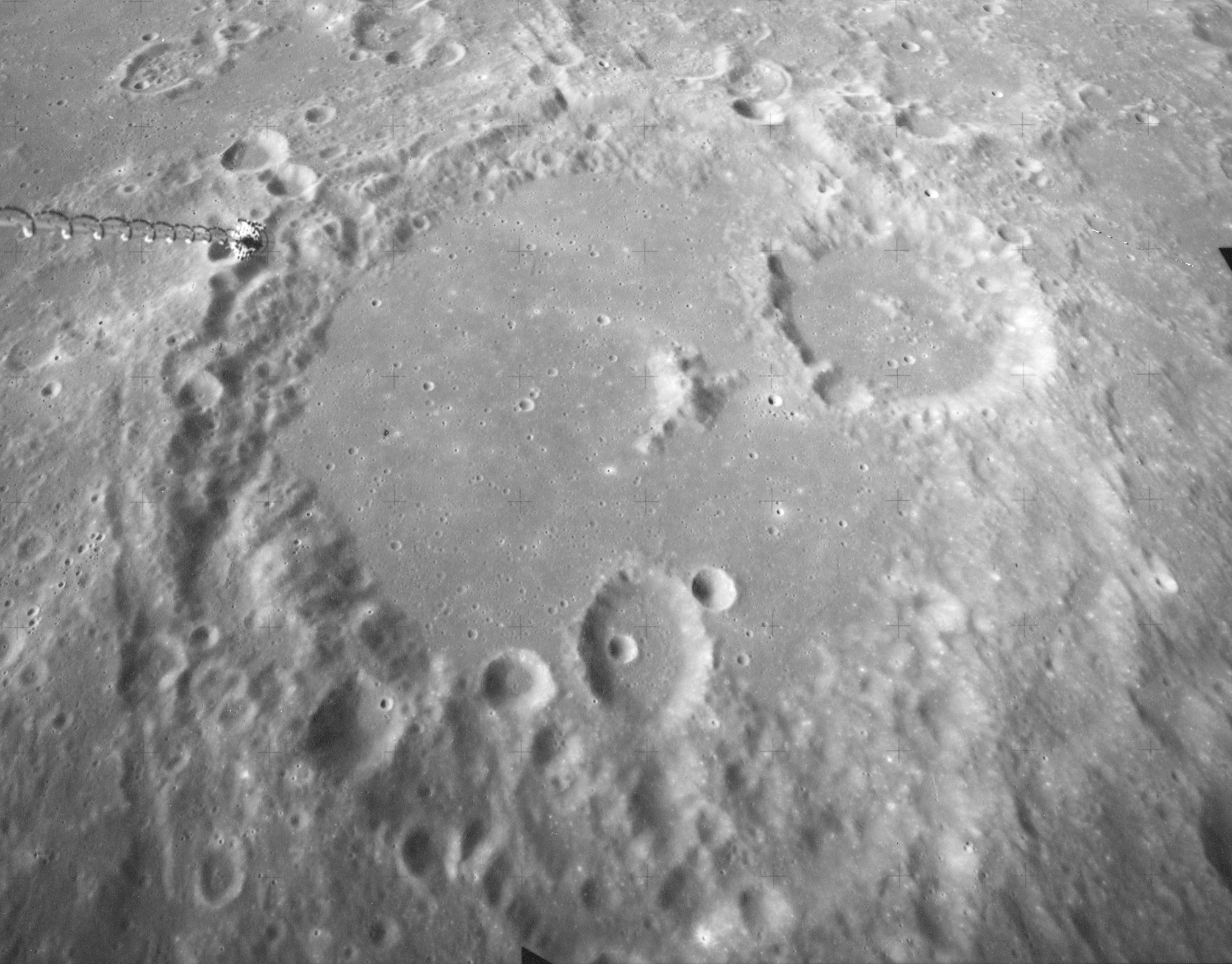
Tầm nhìn từ Apollo 16, hướng nam, cùng với hố Klein ở bên phải trên cùng

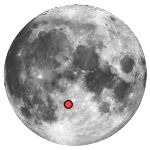
Vị trí của Albategnius trên Mặt Trăng.

Albategnius là một hố Mặt Trăng cổ đại (hố va chạm) nằm ở vùng giữa cao. Được đặc tên theo nhà thiên văn Hồi Giáo và nhà khoa học Muhammad ibn Jābir al-Harrānī al-Battānī, được Latinh hóa là Albategnius.

## Vị trí

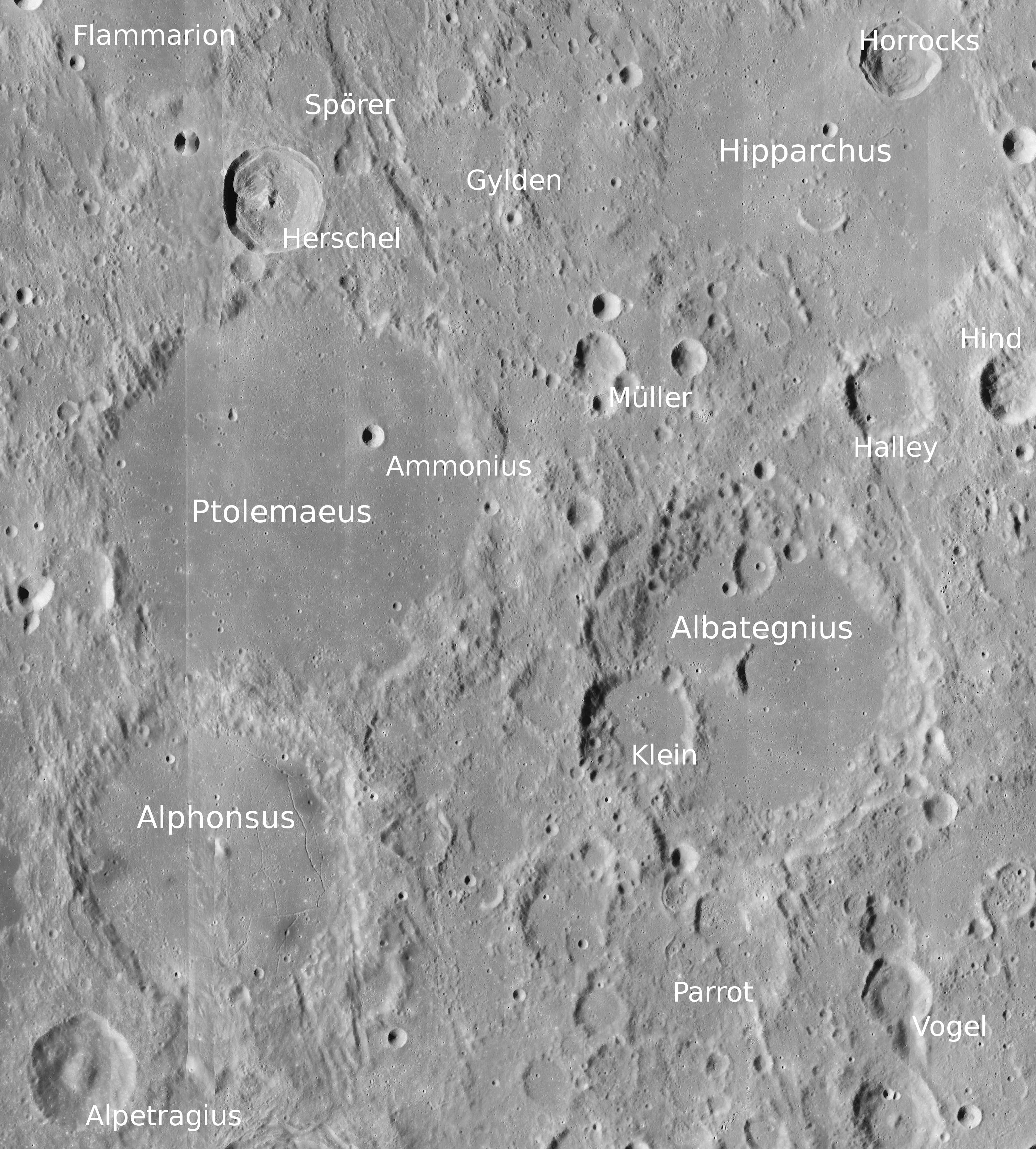
Hố Albategnius và các hố xung quanh

Albategnius nằm ở phía nam của hố Hipparchus, và phía đông của hố Ptolemaeus và hố Alphonsus. Bề mặt ở đây được đánh dấu bằng những vết sẹo song song tạo thành những đường giống kênh nước trải dài từ bắt xuống nam, và hơi nghiêng một chút về hướng đông nam.

## Quan sát
Galileo đã phác họa Albategnius trong cuốn sách của ông Sidereus Nuncius xuất bản năm 1610, cho rằng nó xuất hiện cùng lúc với đường rạng đông.

## Hố vệ tinh

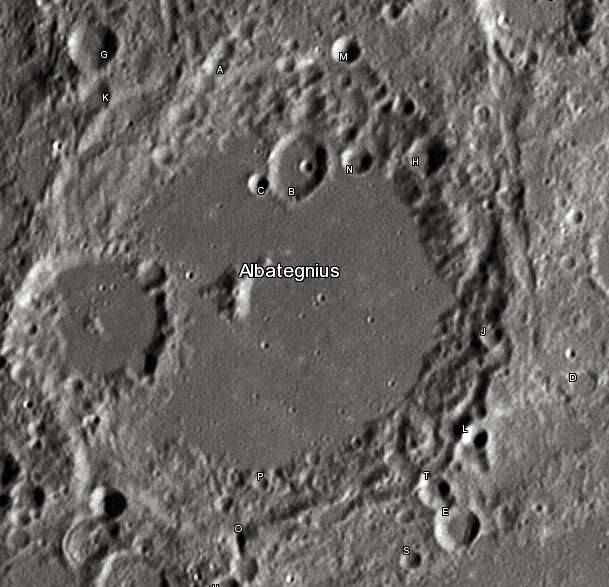
Hố Albategnius và các hố vệ tinh của nó được chụp từ Trái Đất năm 2012 từ Đài quan sát Bayfordbury của Đại học Hertfordshire bằng kính thiên văn Meade LX200 14" và Lumenera Skynyx 2-1

Theo quy ước, những đặc điểm này được xác định trên bản đồ bằng cách đặt từng chữ cái là tâm của các hố vệ tinh gần với Albategnius nhất.

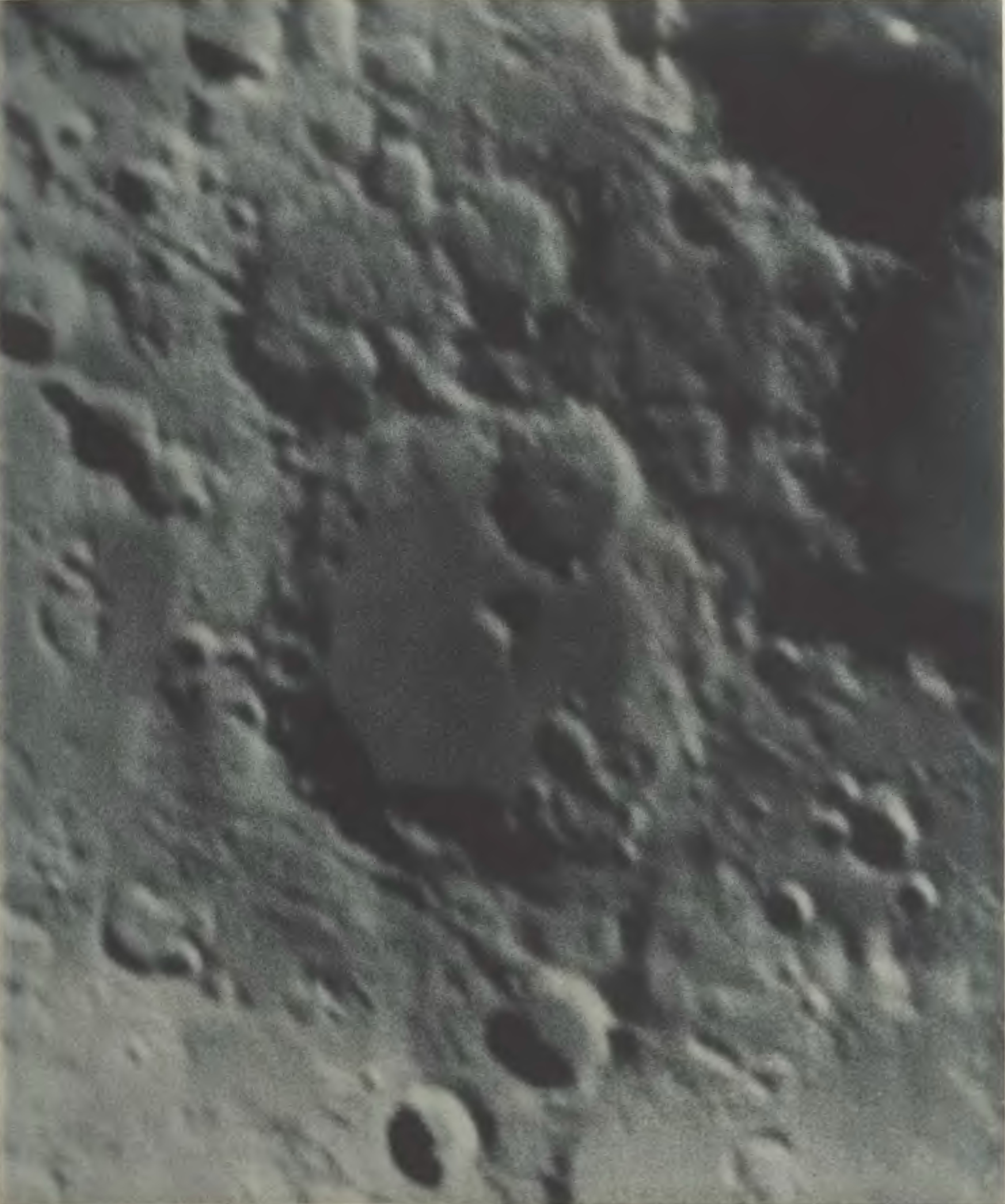
Hố Albategnius trong Lunar Atlas (1898) của Ladislaus Weinek. North bị úp ngược xuống

| Albategnius | Vĩ độ   | Kinh độ | Đường kính |
| ----------- | ------- | ------- | ---------- |
| A           | 8.9° N  | 3.2° Đ  | 7 km       |
| B           | 10.0° N | 4.0° Đ  | 20 km      |
| C           | 10.3° N | 3.7° Đ  | 6 km       |
| D           | 11.3° N | 7.1° Đ  | 9 km       |
| E           | 12.9° N | 6.4° Đ  | 14 km      |
| G           | 9.4° N  | 1.9° Đ  | 15 km      |
| H           | 9.7° N  | 5.2° E  | 11 km      |
| J           | 11.1° N | 6.2° Đ  | 7 km       |
| K           | 9.9° N  | 2.0° Đ  | 10 km      |
| L           | 12.1° N | 6.3° Đ  | 8 km       |
| M           | 8.9° N  | 4.2° Đ  | 9 km       |
| N           | 9.8° N  | 4.5° Đ  | 9 km       |
| O           | 13.2° N | 4.2° Đ  | 5 km       |
| P           | 12.9° N | 4.5° Đ  | 5 km       |
| S           | 13.3° N | 6.1° Đ  | 6 km       |
| T           | 12.6° N | 6.1° Đ  | 9 km       |